# Championnat de Corée du Sud de football 1984
Navigation
Saison précédente Saison suivante
La saison 1984 du Championnat de Corée du Sud de football était la 2e édition de la première division sud-coréenne à poule unique, la K-League. Huit clubs prennent part au championnat qui est organisé en plusieurs phases. La première est disputée à la façon des championnats sud-américains, avec un Tournoi Aller et un Tournoi Retour, qui offre une place pour la finale nationale à chacun de ses vainqueurs. La finale est quant à elle disputée en matchs aller et retour. En outre, l'équipe qui obtient le plus faible nombre de points sur l'ensemble des 2 tournois est reléguée et remplacée par la meilleure équipe de deuxième division.
Le club de Daewoo Royals (anciennement Daewoo) remporte la finale en battant le Yukong Kokkiri (1-0, 1-1). C'est le premier titre de champion de Corée du Sud de l'histoire du club. Le tenant du titre, Hallelujah FC (devenu entretemps Hallelujah Eagles) a au cours de chaque tournoi pris la 4e place du classement.

## Les 8 clubs participants
En italique les clubs qui ont rejoint la K-League cette saison.
| - Yukong Kokkiri - Daewoo Royals - Hallelujah Eagles - Hyundai Horang-i | - Lucky-Goldstar Hwangso - Kookmin Bank - POSCO Dolphins - Hanil Bank |

## Compétition
Le barème de points servant à établir le classement se décompose ainsi :
- Victoire : 3 points
- Match nul avec buts : 2 points
- Match nul 0-0 : 1 point
- Défaite : 0 point

### Première phase
| Rang | Équipe                 | Pts | J  | G | N | P | Bp | Bc | Diff |
| ---- | ---------------------- | --- | -- | - | - | - | -- | -- | ---- |
| 1    | Yukong Kokkiri         | 31  | 14 | 9 | 2 | 3 | 21 | 9  | +12  |
| 2    | Daewoo Royals          | 30  | 14 | 9 | 2 | 3 | 24 | 15 | +9   |
| 3    | Hyundai Horang-i       | 28  | 14 | 6 | 6 | 2 | 21 | 9  | +12  |
| 4    | Hallelujah Eagles T    | 22  | 14 | 5 | 4 | 5 | 16 | 18 | -2   |
| 5    | Lucky-Goldstar Hwangso | 19  | 14 | 5 | 3 | 6 | 20 | 22 | -2   |
| 6    | POSCO Dolphins         | 19  | 14 | 3 | 5 | 6 | 13 | 17 | -4   |
| 7    | Hanil Bank             | 17  | 14 | 3 | 4 | 7 | 14 | 26 | -12  |
| 8    | Kookmin Bank           | 9   | 14 | 1 | 4 | 9 | 12 | 25 | -13  |

|  | Qualification pour la finale nationale |
|  | T Tenant du titre                      |

### Deuxième phase
| Rang | Équipe                 | Pts | J  | G | N | P | Bp | Bc | Diff |
| ---- | ---------------------- | --- | -- | - | - | - | -- | -- | ---- |
| 1.   | Daewoo Royals          | 29  | 14 | 8 | 4 | 2 | 23 | 8  | +15  |
| 2.   | Hyundai Horang-i       | 28  | 14 | 7 | 4 | 3 | 29 | 20 | +9   |
| 3.   | POSCO Dolphins         | 25  | 14 | 7 | 2 | 5 | 28 | 27 | +1   |
| 4.   | Hallelujah Eagles T    | 23  | 14 | 5 | 5 | 4 | 18 | 17 | +1   |
| 5.   | Yukong Kokkiri         | 22  | 14 | 4 | 7 | 3 | 17 | 13 | +4   |
| 6    | Hanil Bank             | 17  | 14 | 2 | 7 | 5 | 12 | 19 | -7   |
| 7    | Lucky-Goldstar Hwangso | 14  | 14 | 3 | 3 | 8 | 18 | 23 | -5   |
| 8    | Kookmin Bank           | 14  | 14 | 2 | 4 | 8 | 15 | 33 | -18  |

|  | Qualification pour la finale nationale  |
|  | Relégation directe en deuxième division |
|  | T Tenant du titre                       |

### Finale nationale
| 10 novembre 1984 | Yukong Kokkiri | 0 - 1 | Daewoo Royals      | Stade Dongdaemun, Séoul |
|                  |                |       | Park Chang-sun 41e |                         |

| 11 novembre 1984 | Daewoo Royals | 1 - 1 | Yukong Kokkiri | Stade Dongdaemun, Séoul |  |
|                  |               |       |                |                         |  |

Le club de Daewoo Royals se qualifie pour la Coupe d'Asie des clubs champions 1985-1986.

## Bilan de la saison
| Championnat de Corée du Sud de football 1984 |                           |
| Champion                                     | Daewoo Royals (1er titre) |
| Coupes et trophées                           |                           |
| Vainqueur de la Coupe de Corée du Sud 1984   | Non disputée              |
| Qualifications continentales                 |                           |
| Coupe d'Asie des clubs champions 1985-1986   | Daewoo Royals             |
| Promotions et relégations                    |                           |
| Promus en K-League                           | Gwangju Sangmu FC         |
| Relégués en K-League 2                       | Kookmin Bank              |